# Цунами
Цунами (на японски: 津波 или 형사, букв. пристанищна вълна) е природно явление, представляващо поредица необичайно високи и разрушителни вълни, възникващи при масивно разместване на водите на езеро, море или океан. Повече от 80% от всички цунами се случват по крайбрежията на Тихия океан, но те са възможни и в други големи водни басейни, включително и в езера. Тези вълни са обичайно явление за Япония. Предвид огромната разрушителна сила и големина на вълната и огромното количество енергия, едно цунами може да нанесе огромни поражения на крайбрежните райони. Причините за възникването могат да бъдат земетресения, земни свличания, вулканични изригвания или сблъсък с космически обекти.
Вълните, породени от цунамито, започват да нарастват на височина, когато наближат брега. Дължината им достига няколкостотин километра, а височината им обикновено е до 15 m, но макар и рядко може да достигне до над 30 m, а скоростта на разпространение варира между 400 до 800 km/h. Вълните заливат първо ниските крайбрежни участъци, като причиняват сериозни разрушения и се оттеглят навътре във водния басейн, като дъното се оголва на значителни разстояния от брега. Заливането и оттеглянето се повтарят, докато вълните затихнат.
Още в древна Гърция цунами се свързва с подводните земетресения, но механизмът на образуването им не е ясен до 20 век.

## Наименование
Терминът „цунами“ идва от японската дума 津波, съставена от двете канджи 津 („цу“ – пристанище) и 波 („нами“ – вълна).
Цунами понякога се наричат и приливни вълни, но през последните години този термин се използва все по-рядко, особено в научната литература, тъй като, макар външно да напомнят извънредно висок прилив, механизмът на тяхното възникване няма нищо общо с приливите.
Малко езици, освен японския, имат собствено наименование на цунами – „аази пералай“ в тамилския, „ие беуна“ или „алон булуек“ в ачехския.

## История
Тукидид е първият споменал за цунами, макар и да не ползва точно тази дума. Той описва такова в своята книга „История на Пелопонеската война“, породено от земетресение, през 426 пр.н.е.
Известни цунамита:
- В България през 543 г. във Варненския залив е имало цунамна вълна с вероятна амплитуда около 5 m.
- В Япония през 1933 г. от земетресение се образува цунами с височина 28,7 m.
- През 1956 г. при земетресение в Егейско море са наблюдавани цунами с височина до 20 m.
- На 26 декември 2004 г. разрушително цунами в Индийския океан отне живота на стотици хиляди хора в 11 държави.
- 11 март 2011 г. разрушително цунами в Тихия океан и източното крайбрежие на Япония[4]

## Характеристики
Цунами предизвикват разрушения по два основни начина – чрез ударната сила на водната стена, движеща се с висока скорост, и при оттеглянето от сушата на огромни количества вода, завличащи със себе си всичко, което срещнат по пътя си.
Докато обикновените ветрови вълни имат дължина (разстоянието между гребените) около 100 m и височина към 2 m, в дълбоките океански вълни цунамитата имат дължина около 200 km. Такава вълна се придвижва със скорост, значително по-голяма от 800 km/h, но поради огромната дължина на вълната осцилацията във всяка отделна точка се проявява в цикъл с дължина 20 – 30 минути, а амплитудата може да бъде и само около 1 m. По тази причина цунами трудно се забелязват в открито море. Оттук идва и японското име на цунами, „пристанищна вълна“ – понякога рибари плават в морето, без да срещнат нищо необичайно, а при завръщането си в пристанището заварват селото си опустошено от огромна вълна.
Когато цунами се доближи към брега и водите станат плитки, вълната се свива и нейната скорост пада под 80 km/h. Дължината ѝ намалява до по-малко от 20 km, а амплитудата нараства силно. Тъй като вълната все още има същия много дълъг период, може да ѝ отнеме минути, преди да достигне пълната си височина. С изключение на най-големите цунами, приближаващата вълна не се разбива, а наподобява външно бързо придвижващ се прилив. Откритите заливи и брегове, съседни на много дълбоки води, могат още повече да оформят цунами като вълна с много стръмен фронт на разпространение. Големите цунами могат да се проявят чрез повече от една вълни, които да достигат до сушата с разлика от няколко часа, като невинаги първата от тях е най-висока.
Когато първата част от цунами, достигнала сушата, е ниската част на вълната, водата по бреговата линия се оттегля рязко, разкривайки места, които обикновено остават под водата. Това оттегляне се получава, защото водата се изтегля навън от сушата, заедно с ниската част на вълната, където повърностната вода се движи назад. Оттеглянето може да бъде в размер на стотици метри и хора, незапознати с опасността, понякога остават на брега от любопитство или за да събират риба от оголеното морско дъно.

## Основни причини за образуването им
Причина за възникването на цунами е рязкото разместване на участъци от океанското дъно при изригване на вулкани или земетресения, а по-рядко при сриване на лавина в морето или извършване на подводни ядрени взривове.

## Скали за измерване
Съществуват няколко опита за създаване на скали, базирани на интензивността или магнитуда, които да позволят сравнението между отделни цунами, както това се прави при земетресенията.
Най-ранните скали, придобили популярност при измерването на интензивността на цунами са Скалата на Зиберг-Амбразис, използвана в Средиземно море, и Скалата на Имамура-Иида, използвана в Тихия океан. Последната е модифицирана от Соловиев, който изчислява интензивността I по формулата:
{\displaystyle \,{\mathit {I}}={\frac {1}{2}}+\log _{2}{\mathit {H}}_{av}}
където {\displaystyle {\mathit {H}}_{av}} е средната височина на вълната на най-близкия бряг. Тази мярка, известна като Скала за интензивостта на цунами на Соловиев-Имамура, се използва като основна мярка за силата на цунами в глобалните каталози, съставяни от американското Национално управление на океанските и атмосферни изследвания.
Друга мярка за силата на цунами е магнитудът, който, за разлика от интензивността, не е свързан с проявата на вълната на определено място. Първата подобна скала е предложена от Мърти и Лумис и се базира на потенциалната енергия. Трудностите при изчисляването на потенциалната енергия на цунами силно ограничава нейната употреба. По-късно е създадена скала, базирана на магнитуда, изчисляван по формулата:
{\displaystyle \,{\mathit {M}}_{t}={a}\log h+{b}\log R={\mathit {D}}}
където h е максималната амплитуда на вълната (в метри), измерена на разстояние R от епицентъра, а a, b и D са константи, чиято цел е да направят параметъра колкото може по-близък до моментния магнитуд.